# Nathan Deal
John Nathan Deal (Millen (Georgia), 25 augustus 1942) is een Amerikaans politicus van de Republikeinse Partij. Tussen 2011 en 2019 was hij gouverneur van de Amerikaanse staat Georgia. Eerder had hij namens diezelfde staat van 1993 tot 2010 zitting in het Huis van Afgevaardigden van de Verenigde Staten.
- Gemeinsame Normdatei: 1193734037
- International Standard Name Identifier: 0000 0000 4615 2588
- Library of Congress Control Number: no2001086473
- Biographical Directory of the United States Congress: D000168
- Virtual International Authority File: 31652786
- WorldCat: E39PBJcBVhMQrxBHyhv9wtXw4q